# Пагорби Чевіот
Пагорби Чевіот (англ. Cheviot Hills) — ланцюг пагорбів у Великій Британії, на кордоні Англії і Шотландії. Розташовані на південному сході Південно-шотландської височини. Найвища точка — пагорб Те-Чевіот, сягає 815 м. Ланцюг розташований на північ від Адріанового валу і долини річки Тайн. Пагорби складаються з граніту, вулканічного туфу, вапняку та пісковику. 
Англійська частина пагорбів Чевіот разом з частиною лісу Кілдер-Форест входить до складу національного парку Нортумберленд.

## Собаки
Ця місцевість відома як батьківщина собак породи Денді-дінмонт-тер'єр.